# هلندی سرگردان (اپرا)
هلندی سرگردان Der fliegende Holländer  ، WWV 63،  اپرائی ساخته  ریچارد واگنر  ، با سروده  ئی به زبان آلمانی  است که در باره‌‌ی  رسیدن به  رستگاری از سوی رها‌شدن در عشق است. واگنر  نخستین  نمایش  این اپرا  را در نمایشکده کنیگلیشز هوفتئاتر Königliches  Hoftheater درسدن در سال ۱۸۴۳ به  تماشا گذاشت.
واگنر در سال ۱۸۷۰  در زندگی‌نامه خود Mein Leben  نوشت که  این اپرا  را   پس از گذر از میان توفانی در دریا  به هنگامی که از ریگا به  سوی لندن رهسپاربود در ماه‌های  جولای  و اگوست  ۱۸۳۹  الهام گرفت . او در پیش‌نویس زندگی‌نامه اش در ۱۸۴۳ می‌نویسد این داستان را از   بازگویی افسانه ئی در رمان طنزآلود  هاینریش هاینه، در ۱۸۳۳  به نام  یادمان‌های آقای فون اشنابلوپسکی (Aus den Memoiren des Herrn von Schnabelewopski).  گرفته است   
این  اپرا تلاش‌های  آغازین واگنر را برای آفرینش  سبک های نو اپرا   نشان می‌دهد که  در کارهای  پساتر وی  نمایان‌تر شذ. در اپرای هلندی سرگردان واگنر از شماری پیشا-نگارها  leitmotifs در پیوند  با  کسائی ها و  باره‌های داستان بهره‌می‌گیرد.  این پیش-انگارها  همه‌گی در  پیش‌درآمد اپرا  the overture, پدیدار شده‌اند، که با نگاره‌ی   اقیانوس یا توفان  آغاز می شود و سپس به  نگاره‌های هلندی و سنتا می‌رسد.
واگنر در هنگام نوشتن این  کار برآن بود که   که می‌باید  بدون پاره‌گی در یک‌پرده  به هم پیوسته به نمایش آورده شود -  این نشانه ئی از تلاش‌های او برای شکستن پیروی از هنجارهای پیشینه  بود   امروز هنوز برخی از تالارهای اپرا  از خواسته او پیروی می کنند، و برخی دیگر اپرا  را  در  سه پرده  جدا از هم   به نمایش می‌گذارند.. نسخه خطی این اپرا در بنیاد ریچارد واگنر نگهداری می شود.

## تاریخچه آفرینش

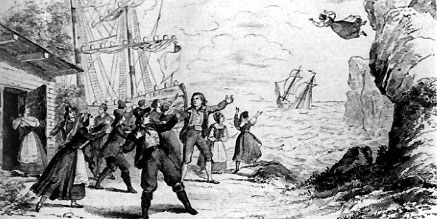
اولین اجرای "هلندی پرنده" در درسدن 1843

در آغاز سال ۱۸۳۹، ریچارد واگنردر ۲۶ ساله‌گی به رهبری هم‌نوازندگان در نمایشکده درباری ریگا برگزیده شد. هرچند سبک زندگی دست‌ودل‌بازانهٔ او افزون‌بر بازنشستگی همسر بازیگرش، مینا پلن Minna Planer, از صحنه تئاتر، مایه آن شد که او بدهی‌های کلانی را به بار آورد که دیگر توانائی به بازپرداخت آنها را نداشت. واگنر در حال نوشتن اپرای رینزی آخرین فرماندار رم Rienzi, der letzte der Tribunen بود که به اندیشه گریز از دست بستانکارانش در ریگا افتاد. او برآن شد که با رفتن به لندن و از آنجا به پاریس این اپرا رآ در تالار پاریس به نمایش آورد، اما این نقشه به زودی به فاجعه انجامید: چون پس از توقیف گذرنامه او را پاسداران مرزی از سوی بستان‌کارانش ضبط نمودند، و چنین بود که او و هسرش مینا ناچار به گریزی بیم‌ناک و غیرقانونی از مرز پروس شدند که در روند آن مینا دچار سقط جنین شد.
آنها برکشتی تتیس Thetis, سوار شدند که ناخدای آن پذیرفته بود آنها را بدون گذرنامه بپذیرد. دریانوردی آنها با توفان و تلاطم دریاهای آزاد روبرو شد. تا جائی که کشتی در یک نقطه به آب‌دره‌های نروژی در تودستراند Tvedestrand پناه برد و سفری که به چشم داشت هشت روزه می‌بایست بود، سرانجام واگنر را سه هفته پس از ترک ریگا به لندن رسانید.
سرگذشت واگنر در پاریس نیز پژمان‌بار بود. او نتوانست عنوان رهبری ارکستر را به دست آورد د و اپرای‌پاریس نمی‌خواست رینزی را تولید کند. واگنر و همسرش با تکیه بر یارانه‌های دوستان و درآمد اندکی که واگنر می‌توانست با نوشتار در باره موسیقی و کپی کردن موسیقی به دست آورد، به بی‌نوائی فرو شدند. چنین بود که واگنر اندیشار یک اپرای تک پرده در بارهٔ هلندی سرگردان که امیدوار بود پیش از یک باله به نمایش شود، را در میان گذاشت. دریانوردی در میان صخره‌های نروژی هنایش شگفت‌انگیزی برنیروی انگار من گذاشت. افسانهٔ هلندی سرگردان، که ملوانان آن را بازگو نمودند، رنگی متمایز و شگرف به خود گرفت که تنها ماجراجویی‌های دریایی من می‌توانست به آن بدهد.